# Moderate-Resolution Imaging Spectroradiometer

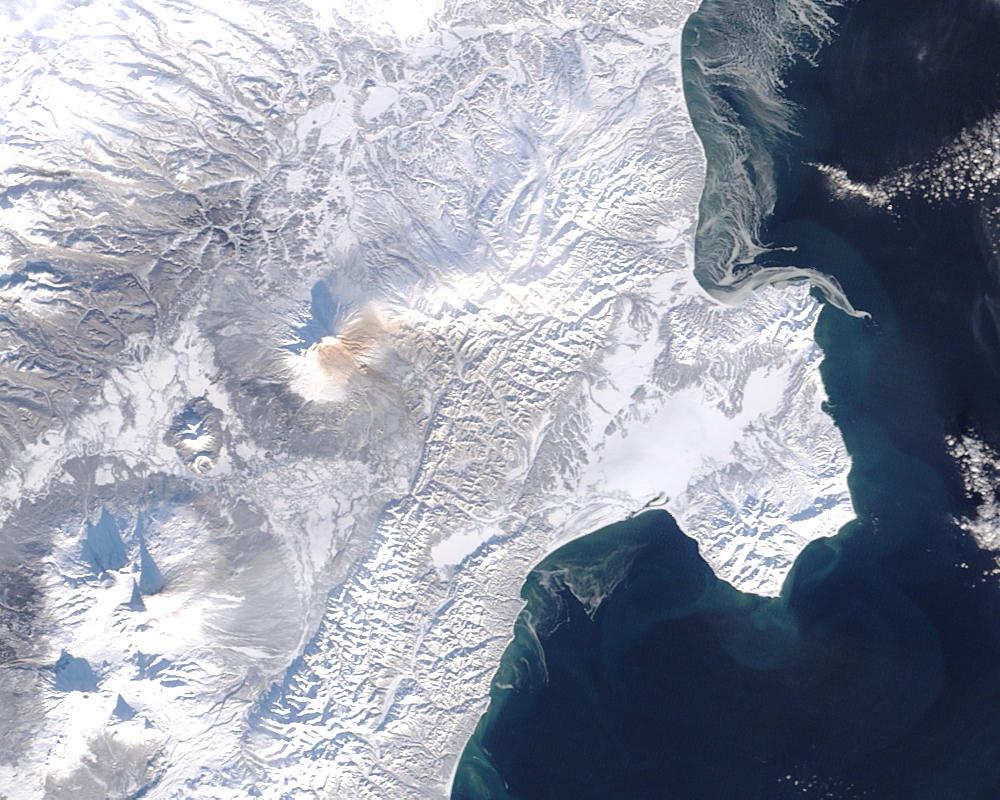
Plumet de cendres du volcan Klyuchevskaya, de la Péninsule du Kamchatka, Russie orientale, par MODIS

Le Moderate-Resolution Imaging Spectroradiometer (MODIS, que l'on peut traduire en français par « Radiomètre spectral pour imagerie de résolution moyenne ») est une série d'instruments d'observation scientifique couplés à un système embarqué satellitaire, lancé par la NASA à bord du satellite Terra en 1999, puis à bord du satellite Aqua (deux satellites de l'EOS - Earth Observing System, un programme de la NASA destiné à l'observation à long terme des sols, biosphère, atmosphère et océans de la Terre).
Les instruments enregistrent des données dans 36 bandes spectrales allant de 0,4  à   14,4 μm  avec une résolution spatiale de 250 m à 1 km. Ensemble, les différents spectromètres prennent une image complète de la Terre tous les 1 ou 2 jours. Ils sont conçus pour fournir des mesures à grande échelle de phénomènes globaux, tels que les variations de la couverture nuageuse terrestre, le bilan radiatif, et différents processus se passant dans les océans, sur le sol, et dans la basse atmosphère. Des calibreurs embarqués permettent d'étalonner les instruments en vol.

## Spécifications
| Spécifications        | Spécifications |
| --------------------- | --- |
| Orbite                | 705 km, 10:30 a.m. nœud descendant (Terra) ou 1:30 p.m. nœud ascendant (Aqua), synchrone au Soleil, près du pôle, circulaire |
| Cadence de balayage   | 20,3 tr/min, écartement |
| Largeur de passe      | 2 330 km (écartement) par 10 km (sur le trajet nadir)                                                                        |
| Dimensions            | |
| Télescope             | 17,78 cm diam. hors axe, afocal (collimaté), avec limiteur de champs intermédiaire                                           |
| Grandeur              | 1,0 × 1,6 × 1,0 m |
| Poids                 | 228,7 kg |
| Puissance             | 162.5 W (moyenne pour une orbite simple)                                                                                     |
| Cadence des données   | 10.6 Mbit/s (pointe durant le jour) ; 6.1 Mbit/s (moyenne sur une orbite)                                                    |
| Quantification        | 12 bits |
| Résolution spatiale   | 250 m (bandes 1–2) 500 m (bandes 3–7) 1 000 m (bandes 8–36)                                                                  |
| Résolution temporelle | 1-2 jours |
| Durée de vie prévue   | 6 ans |